# Prosopocera indistincta
Prosopocera indistincta är en skalbaggsart som beskrevs av Stefan von Breuning 1936. Prosopocera indistincta ingår i släktet Prosopocera och familjen långhorningar. Inga underarter finns listade i Catalogue of Life.